# Furcifer pardalis
Furcifer pardalis là một loài thằn lằn trong họ Chamaeleonidae. Loài này được Cuvier mô tả khoa học đầu tiên năm 1829.
Loài tắc kè hoa này được tìm thấy ở phía đông và bắc Madagascar trong một rừng nhiệt đới quần xã sinh vật. Ngoài ra, nó đã được du nhập với Réunion và Mauritius.

## Hình ảnh

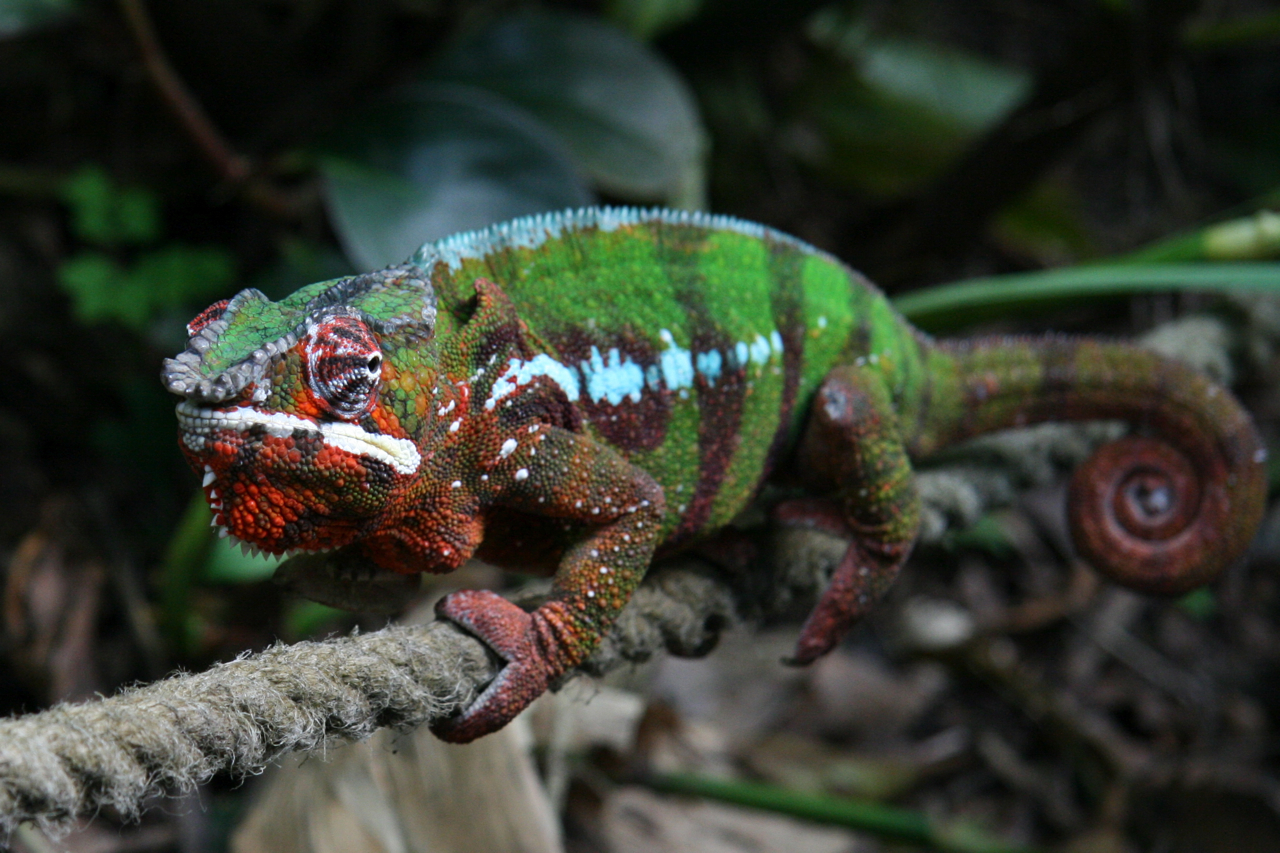
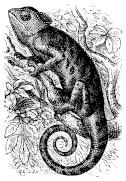

## Mô tả
Những con tắc kè hoa đực có thể phát triển chiều dài lên đến 20 cm, những con tắc kè hoa có chiều dài điển hình khoảng 17 cm. Con cái nhỏ hơn, với kích thước chỉ bằng một nửa. Ở dạng lưỡng hình giới tính, con đực có màu sắc rực rỡ hơn con cái. Màu sắc thay đổi theo khu vực địa lý. Những con tắc kè hoa Furcifer pardalis từ các khu vực Nosy Be, Ankify và Ambanja thường có màu xanh dương rực rỡ, còn những con từ Ambilobe, Antsiranana và Sambava có màu đỏ, xanh lá cây hoặc cam. Các khu vực Maroantsetra và Tamatave chủ yếu mang lại các mẫu vật màu đỏ. Nhiều pha và kiểu màu khác xảy ra giữa và trong các vùng. Con cái nhìn chung vẫn có màu rám nắng và nâu với chút hồng, hồng đào hoặc cam sáng, cho dù chúng được tìm thấy ở đâu, nhưng có sự khác biệt nhỏ về kiểu dáng và màu sắc giữa các pha màu khác nhau. 